# Crwiwci
Crwiwci (maced. Црвивци, alb. Cërvevci) – wieś w Macedonii Północnej, administracyjnie należy do gminy Osłomej.
Skład etniczny (2002):
- Albańczycy – 1 702
- Bośniacy – 1
- Macedończycy – 3
- pozostali - 19